# Blatné Remety
Blatné Remety (in ungherese: Sárosremete) è un comune della Slovacchia facente parte del distretto di Sobrance, nella regione di Košice. La prima notizia certa del villaggio risale al 1340.